# 862

## Evenimente
- În Germania (Kröv) se înființează Staffelter Hof, cea mai veche abație producătoare de vin.

## Nașteri
- dată necunoscută: Donald al II-lea al Scoției  (d. 900)

## Decese
- 13 aprilie: Donald I al Scoției  (n. 812)